# Kazuhiro Tsuji
Kazuhiro Tsuji (* 25. Mai 1969 in Kyōto) ist ein japanischer Maskenbildner, Oscarpreisträger und dreifacher BAFTA-Award-Preisträger.

## Werdegang
Tsuji wurde 1969 in Japan geboren und arbeitet seit 1989 als Maskenbildner im Filmgeschäft. Seine erste Anstellung hatte er bei dem japanischen Horrorfilm Sûîto Homu. Seit 1997 wirkt er bei US-amerikanischen Filmen als Maskenbildner mit. So arbeitete er als Angestellter der Firma Cinovation Studio unter anderem an den Masken zu den Filmen Men in Black, Batman & Robin, Im Auftrag des Teufels und Familie Klumps und der verrückte Professor mit. Im Jahr 2001 erhielt er für seine Mitwirkung bei dem Film Der Grinch eine Nominierung von der Online Film & Television Association bei den OFTA-Awards sowie einen Hollywood Makeup Artist and Hair Stylist Guild Award und bei den British Academy Film Awards 2001 einen BAFTA-Award in der Kategorie Beste Maske. Im Jahr darauf wurde das Remake Planet der Affen veröffentlicht, wofür Tsuji einen weiteren Hollywood Makeup Artist and Hair Stylist Guild Award sowie bei den British Academy Film Awards 2002 seine zweite Nominierung erhielt. Weitere Filme, an denen er mitarbeitete, waren Ring und dessen Fortsetzung, Men in Black II, Hellboy und The Cave, bevor er für Klick bei der Oscarverleihung 2007 eine Nominierung in der Kategorie „Bestes Make-up und beste Frisuren“ erhielt. Die Auszeichnung erhielten aber David Martí und Montse Ribé für ihre Leistung zu Pans Labyrinth. Seine zweite Oscarnominierung erhielt er bei der Oscarverleihung 2008 für seine Leistung mit Rick Baker für Norbit.
Bei Der seltsame Fall des Benjamin Button von David Fincher mit Brad Pitt und Cate Blanchett in den Hauptrollen arbeitete mit weiteren Maskenbildnern zusammen, wurde dafür mit seinen Kollegen mit einem OFTA-Award ausgezeichnet. Bei der anschließenden Oscarverleihung erhielt Greg Cannom den Oscar für das „Beste Make-up“ und bei den BAFTA-Awards wurden Jean Ann Black und Colleen Callaghan ausgezeichnet. Für seine künstlerischen Leistung bei dem Film Die dunkelste Stunde, wobei er für Gary Oldmans Maske verantwortlich war, erhielt Tsuji bei den British Academy Film Awards 2018 seine zweite Auszeichnung und gewann in der gleichen Kategorie bei der Oscarverleihung 2018 den Academy Award. Einen dritten Oscar gewann er in dieser Kategorie 2020 für den Film Bombshell – Das Ende des Schweigens.
Er wirkte mehrfach bei Filmen mit, bei denen Eddie Murphy (Familie Klumps und der verrückte Professor, Die Geistervilla, Lebenslänglich sowie Norbit), Will Smith (Men in Black, Men in Black II und Wild Wild West), Adam Sandler (Klick, Chuck und Larry, Leg dich nicht mit Zohan an oder Meine erfundene Frau) und Brad Pitt (Der seltsame Fall des Benjamin Button, Killing Them Softly) in den Hauptrollen zu sehen sind.

## Filmografie (Auswahl)
- 1989: Sûîto Homu
- 1991: Rhapsodie im August (Hachigatsu no Rapusodī)
- 1992: Die Kunst der Erpressung (Minbô no onna)
- 1997: Sterben und erben (Critical Care)
- 1997: Men in Black
- 1997: Im Auftrag des Teufels (The Devil’s Advocate)
- 1998: Mein großer Freund Joe (Mighty Joe Young)
- 1999: Wild Wild West
- 1999: Lebenslänglich (Life)
- 2000: Der Grinch (How the Grinch Stole Christmas)
- 2000: Familie Klumps und der verrückte Professor (Nutty Professor II: The Klumps)
- 2001: Planet der Affen (Planet of the Apes)
- 2002: Ring (The Ring)
- 2002: Men in Black II
- 2003: Die Geistervilla (The Haunted Mansion)
- 2004: Hellboy
- 2004: Blade: Trinity
- 2005: Ring 2
- 2005: The Cave
- 2006: Klick
- 2007: Verwünscht (Enchanted)
- 2007: Chuck und Larry – Wie Feuer und Flamme
- 2007: Norbit
- 2008: Der seltsame Fall des Benjamin Button (The Curious Case of Benjamin Button)
- 2008: Tropic Thunder
- 2008: Leg dich nicht mit Zohan an (You Don’t Mess with the Zohan)
- 2009: G.I. Joe – Geheimauftrag Cobra (G.I. Joe: The Rise of Cobra)
- 2009: Transformers – Die Rache (Transformers: Revenge of the Fallen)
- 2009: Illuminati (Angels and Demons)
- 2010: Tron: Legacy
- 2010: Salt
- 2011: Planet der Affen: Prevolution (Rise of the Planet of the Apes)
- 2011: Meine erfundene Frau (Just Go with It)
- 2012: The Place Beyond the Pines
- 2012: Looper
- 2012: Total Recall
- 2012: Hemingway & Gellhorn (Fernsehfilm)
- 2012: Killing Them Softly
- 2017: Die dunkelste Stunde (Darkest Hour)
- 2019: Bombshell – Das Ende des Schweigens (Bombshell)
- 2022: Gaslit (Fernsehserie)
- 2023: Maestro

## Auszeichnungen und Nominierungen (Auswahl)

### Academy Awards
- 2007: Oscar-Nominierung in der Kategorie Bestes Make-up für Klick
- 2008: Oscar-Nominierung in der Kategorie Bestes Make-up für Norbit
- 2018: Oscar in der Kategorie Bestes Make-up und beste Frisuren für Die dunkelste Stunde
- 2020: Oscar in der Kategorie Bestes Make-up und beste Frisuren für Bombshell – Das Ende des Schweigens
- 2024: Oscar-Nominierung in der Kategorie Bestes Make-up und beste Frisuren für Maestro

### British Academy Film Awards
- 2001: BAFTA-Award in der Kategorie Beste Maske für Der Grinch
- 2002: BAFTA-Award-Nominierung in der Kategorie Beste Maske für Planet der Affen
- 2018: BAFA-Award für in der Kategorie Beste Maske und Beste Frisuren für Die dunkelste Stunde
- 2020: BAFA-Award für in der Kategorie Beste Maske und Beste Frisuren für Bombshell – Das Ende des Schweigens
- 2024: BAFTA-Award-Nominierung in der Kategorie Beste Maske und Beste Frisuren für Maestro

### Weitere Auszeichnungen
- 2001: Hollywood Makeup Artist and Hair Stylist Guild Awards für Der Grinch
- 2002: Hollywood Makeup Artist and Hair Stylist Guild Awards für Planet der Affen
- 2008: OFTA-Film-Award für Der seltsame Fall des Benjamin Button
- 2017: Rome Film Award für The Human Face
- 2018: Hollywood Makeup Artist and Hair Stylist Guild Awards für Die Dunkelste Stunde
- 2020: Hollywood Makeup Artist and Hair Stylist Guild Awards für Bombshell – Das Ende des Schweigens